# Glenea arouensis
Glenea arouensis är en skalbaggsart som beskrevs av Thomson 1858. Glenea arouensis ingår i släktet Glenea och familjen långhorningar. Inga underarter finns listade i Catalogue of Life.